# خلیج تاگانروگ
خلیج تاگانروگ (اوکراینی: Таганрозька затока) خلیجی در شمال شرق دریای آزوف است. همچنین به‌عنوان یک مصب رودخانه دن شناخته می‌شود.

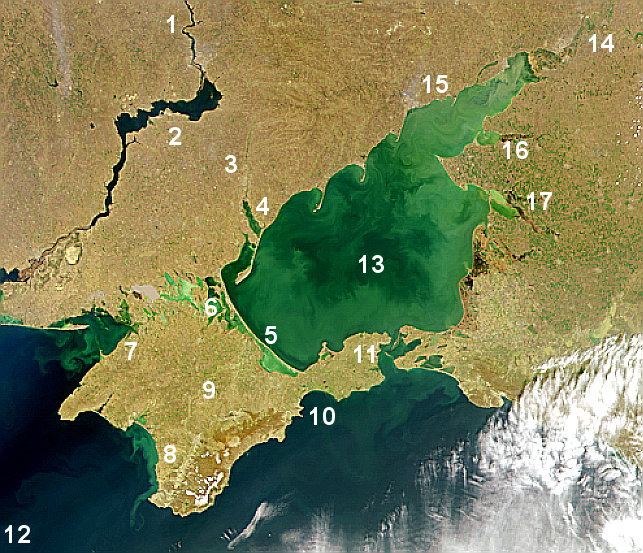
نمایی از خلیج تاگانروگ در دریای آزوف با شماره ۱۵